# Маджипур

Обкладинка англомовного видання роману «Замок лорда Валентина», першої книги циклу

Маджипу́р (англ. Majipoor) — планета, вигадана американським письменником-фантастом Робертом Сілвербергом, на якій відбуваються події його творів так званого «Маджипурського циклу». Маджипуру як літературному середовищу притаманні риси як наукової фантастики, так і фентезі.
До Маджипурського циклу входять такі твори (перелічені в порядку внутрішньої хронології подій, з позначенням року написання):
- «Книга Змін» (коротка повість, 2003)
- «Чаклуни Маджипура»  (роман, 1997)
- «Лорд Престіміон» (роман, 1999)
- «Король Снів» (роман, 2000)
- «Замок лорда Валентина» (роман, 1980)
- «Маджипурські хроніки» (збірка оповідань, 1982)
- «Валентин Понтифік» (роман, 1983)
- «Сьома святиня» (повість, 1998)
- «Гори Маджипура» (роман, 1995)

Планета Маджипур в декілька разів більша за Землю; в той же час вона не має металевого ядра і взагалі дуже бідна на метали і мінеральну сировину, через що, завдяки значно меншій за земну середній густині сила тяжіння на планеті не відрізняється від земної. Бідність планети на метали і її розташування осторонь галактичних торгівельних шляхів подається як причина її промислового і технологічного занепаду, коли високотехнологічні прилади і механізми (наприклад, екіпажі на повітряній подушці), які залишилися з ери заселення, сусідують з в’ючними тваринами (яких запрягають в ці екіпажі).

## Географія
Докладніше див. Географія Маджипура, Міста Маджипура.
На планеті існує три компактно розташованих материка: Алханроель на сході, Зімроель на заході і Сувраель на півдні. Між ними розташоване Внутрішнє море, яке, зважаючи на розміри планети, більше за будь-який з земних океанів. У Внутрішньому морі знаходиться Радамаунтський архіпелаг з Островом Сну на північному сході від нього. Згадуються також ненаселені острова на захід від Зімроеля. Решту планети (більше половини її окружності по екватору) займає океан, перетнути який нікому не вдавалося і про який, власне, мало що відомо.
Алханроель — найбільший і найгустіше заселений континент; саме тут на Маджипурі вперше висадилися люди; тут знаходиться Замкова Гора, яка сягає в висоту 50 км, тобто її вершина виступає за межи атмосфери. На вершині Замкової гори знаходиться резиденція короналя; над горою за допомогою кліматичних машин створюється штучна атмосфера, в який постійно підтримується весняна погода м’яких субтропіків. На півдні Алханроеля, посеред безплідної пустелі знаходиться Лабіринт — підземне місто, яке слугує резиденцією понтифіка.
Зімроель лише трохи менший за Алханроель; цей континент заселявся пізніше, і значні його території досі рідко заселені і перебувають у первісному дикому стані. У внутрішніх районах Зімроеля посеред дощових джунглів знаходиться резервація п'юриварів.
Більшу частину південного континенту Сувраеля займає надзвичайно суха і ворожа Пустеля Вкрадених Снів; по краям пустелі існують вузькі смуги трав’янистих саван, здатних підтримувати інтенсивне пасовищне скотарство.
Клімат Маджипура переважно тропічний і субтропічний; сніг і крига згадуються тільки стосовно гірських вершин, полярні льодовики чи айсберги не згадуються зовсім. На планеті існують пори року, але різниця між ними незначна; в більшості сільськогосподарських регіонів збирається декілька урожаїв на рік. Саме надзвичайна продуктивність маджипурського сільського господарства подається як основна причина легкості життя на планеті, злагоди в її суспільному житті і відсутності як соціального напруження, так і потягу до соціальних чи будь-яких інших радикальних змін.

## Населення
Докладніше див. Населення Маджипура.
Населення Маджипура на умовний «теперішній час» (події роману «Замок лорда Валентина») становить близько 20 мільярдів осіб. Планету населяють декілька різновидів розумних істот. Сім з них, включаючи людей — прибульці, які оселилися на планеті в далекому минулому (близько 14000 років від «теперішнього часу»); існує також три види розумних автохтонів, з яких один — п'юривари, чи метаморфи — до прибуття прибульців мав розвинену цивілізацію, але виявився неспроможним протистояти експансії людей та їх союзників і після невдалої війни проти них був змушений оселитися в резервації. П'юривари фактично виключені з життя решти планети і протягом тисячоліть плекають наміри взяти реванш і очистити планету від загарбників.

## Політичний устрій
Докладніше див. Політичний устрій Маджипура.
Маджипур являє собою єдину унітарну державу монархічного типу, державне управління в якій здійснюється чотирма гілками влади. Корональ, чи Лорд Гори, править в явний і гласний спосіб, посідаючи трон в палаці на Замковій Горі і подорожуючі по містам і континентам планети під час Великої Процесії; короналя можна умовно віднести до виконавчої гілки влади. Понтифік постійно перебуває в Лабіринті — величезному підземному місті; він видає закони, очолює бюрократичний апарат, а також виконує функції духовного наставника для жителів планети; понтифік вважається найголовнішим серед чотирьох правителів, і може бути умовно асоційованим з законодавчою гілкою влади. По смерті попереднього понтифіка йому наслідує діючий корональ, який одноособово призначає собі наступника. Леді Острова Сну і Король Снів виконують поліцейські і судові функції: Леді Острова підтримує моральний стан населення, надсилаючи всім жителям планети підбадьорюючі і заспокоюючі сни за допомогою спеціальної машинерії зі своєї резиденції на Острові Сну; Король Снів, навпаки, надсилає кошмари тим, хто скоїв якийсь негідний вчинок чи злочин. Функції Леді Острова виконує, як правило, мати діючого короналя; посада Короля Снів переходить від батька до сина в роді Барджазидів. Окрім Короля Снів, спеціальних сил правопорядку чи карального апарату на Маджипурі не існує, як не існує й постійної армії, позаяк останній збройний конфлікт на планеті (між п'юриварами і прибульцями) мав місце 8000 років тому, за часів Лорда Стіамота.

## Історія
Докладніше див. Історія Маджипура.
Історія Маджипура почалася за 14000 років від умовного «зараз», коли на континенті Алханроель висадилися перші колоністи-люди. До того усі континенти планети населяли аборигени-п'юривари. Відомості про давню історію планети дуже неповні і суперечливі; наприклад, на Алханроелі існують руїни стародавніх міст, про які навіть не з'ясовано, хто їх збудував: перші колоністи, п'юривари або, може бути, представники якоїсь іншої галактичної цивілізації, інформації про оселення яких на Маджипурі взагалі не збереглося.
Центром людської цивілізації на Маджипурі стала Замкова Гора висотою близько 50 км. В її надрах були розміщені кліматичні машини, які створили над нею придатну для дихання атмосферу; на вершині був побудований Замок короналя — правителя Маджипура. З метою прискорення освоєння гігантської планети перші короналі почали заохочували імміграцію на Маджипур представників інших розумних рас Галактики, які разом з людьми згодом утворили біологічно різнорідне, але культурно і лінгвістично гомогенне планетарне суспільство. 
Десь за 8000 років до «теперішнього часу» починається порівняно добре документований період історії планети. Саме в цей час, в правління Лорда Стіамота, спалахнув збройний конфлікт між аборигенами Маджипура п'юриварами і інопланетними колоністами. В ході багаторічної кровопролитної війни (єдиного в історії планети масштабного воєнного конфлікту) п'юривари зазнали поразки і були витиснені до резервації, яку Лорд Стіамот влаштував для них у внутрішніх районах континенту Зімроель. 
Також за часів Лорда Стіамота в основному сформувалася система управління Маджипуром в її сучасному вигляді за винятком Короля Снів, який став четвертим стовпом влади значно пізніше, десь за 1000 років від умовного «зараз» (близько 13000 років після початку колонізації).  
Внаслідок відсутності на Маджипурі металів та інших мінеральних ресурсів почався повільний технологічний занепад; через відсутність товарів для міжзоряної торгівлі космічні кораблі стали відвідувати планету все рідше, і Маджипур поступово опинився на узбіччі галактичної цивілізації. Хоча цей процес відбувався дуже повільно протягом поколінь, і багато що з технологічної спадщини першопоселенців продовжує працювати на Маджипурі часів Лорда Валентина (транспортна інфраструктура, залишки мережі комунікацій, кліматичний контроль на Замковій Горі, Реєстр Пам’яті Душ тощо), життя на планеті поступово втрачало сучасні риси і набувало середньовічного вигляду: машини і механізми космічної ери поступово витіснялися в’ючними тваринами і ручною працею. Втім, контакти із зовнішнім світом і міжзоряна комерція остаточно не припинилися: на Алханроелі досі працює космопорт, до якого іноді завітають зоряні кораблі, і час від часу Маджипур відвідують гості з інших планет.
Майже ніяких подробиць про людські чи будь-які інші суспільства за межами Маджипура в творах Маджипурського циклу не дається; деякі натяки дозволяють зробити висновок про існування чогось схожого на міжзоряний уряд чи якісь подібні структури за часів колонізації і про те, що наступна ізоляція Маджипура, можливо, була якось пов'язана з розпадом чи занепадом цих структур. 
Близько 14000 років від початку колонізації на Маджипурі відбулася спроба державного перевороту. До тіла діючого короналя Лорда Валентина був пересаджений розум іншої людини, яка почала діяти від його імені. Особистість Валентина була піддана радикальній чистці, результатом якої стала обширна амнезія, після чого її було переміщено до чужого тіла. Роман «Замок Лорда Валентина», перший з написаних творів Маджипурського циклу, розповідає про опанування Валентином своєї загубленої пам'яті, про боротьбу з заколотниками та його повернення на трон короналя на Замковій Горі.
Десь через десять років після «реставрації Валентина» непримирима фракція п'юриварів розв’'язує проти решти населення планети біологічну війну, наслідком якої став тривалий період безладдя і голоду. Розгортанню і опануванню цієї кризи присвячений роман «Валентин Понтифік». Після перемоги над п'юриварськими реваншистами ставлення маджипурської влади до аборигенів зазнало значних змін, і правитель п'юриварів був визнаний п'ятим стовпом влади і включений до системи управління планетою як її складова частина; почалася поступова інтеграція п'юриварів до планетарного суспільства..

## Ідея і втілення
З багатьох світів, створених уявою Роберта Сілверберга, Маджипур, імовірно, найбільш відомий і знаменитий. Ідея величезної планети і сюжет першого роману циклу спали йому на думку в 1978 році, після того, як в 1975 році він оголосив про закінчення своєї літературної кар’єри і вже три роки нічого не писав. За словами самого письменника, на створення Маджипура його надихнула «Велика планета» Джека Венса. Спочатку Маджипур мав бути надзвичайно урбанізованим світом,  мегаполісом планетарних розмірів, однак в процесі роботи над романом така модель виявилася нежиттєздатною, і Маджипур набув свого остаточного вигляду планети, яка, незважаючи на мільярди розумних істот, що її населяють, завдяки своїм колосальним розмірам зберігає атмосферу патріархальної іділії, де мало що міняється і де смисл життя полягає переважно в самому житті.
Сілверберг навмисне надав планеті назву з «індійським» звучанням; «Маджипур» повинен був викликати асоціації з Індією, віддаленим і загадковим (принаймні, з точки зору західного читача) субконтинентом, населеним безліччю народів зі своїми особливими культурними традиціями і звичками, зі своєрідною флорою і фауною, повною таємниць і загадок історією і широким різноманіттям природних ландшафтів. 